# カップ・オブ・エクセレンス
カップ・オブ・エクセレンス（英語：Cup of Excellence、略称：CoE）はコーヒーの品質審査制度。
アメリカ合衆国のNPO「アライアンス・フォー・コーヒー・オブ・エクセレンス（優良コーヒー同盟、Alliance for Coffee of Excellence、ACE）」によって毎年開催されている。
入賞したコーヒーはインターネットオークションで取引される。このコンセプトは国際コーヒー機関（ICO）のグルメコーヒー・プロジェクトによって考案された。原案は1994年にICO会長のパブロ・デュボワと国際貿易センター（International Trade Centre、ITC）のフランス・ボルヴェンケルがジュネーブでの会議で考案した。ICO管理下でITCが運営するこの制度は1995年から2000年の間は、新しい「グルメ」コーヒーつまり高品質のスペシャルティーコーヒーの制度確立を目指し、一次産品共通基金（Common Fund for Commodities）が財務的に大部分を負担し活動した。カップ・オブ・エクセレンスはコーヒー界のアカデミー賞（オスカー）とも例えられる。
カップ・オブ・エクセレンスの品質審査に基づく大会は1999年に開始。2013年までにブラジル、エルサルバドル、コスタリカ、ニカラグア、グアテマラ、ホンジュラス、メキシコ、ブルンジ、ルワンダ、コロンビア、ボリビアが参加。コーヒーの審査は少なくとも毎回5回行われ、最終的な勝者は「カップ・オブ・エクセレンス」を冠され、インターネット・オークションを通じ競り落とされる。